# 주하이시
주하이(중국어: 珠海, 병음: Zhūhăi, 한자음: 주해, 광둥어: Zyu1 hoi2)는 중화인민공화국 광둥성 남부의 지급시로 마카오 특별행정구에 인접하는 경제 특구이다.

## 지리
성도 광저우의 남서 146km 주강 삼각주 서쪽 연안에 위치한다. 남쪽으로는 마카오와 접하고, 해안선은 690km이고, 146 개의 섬을 포함한다. 시내는 행정적으로 향주구, 금만구, 두문구로 구분된다. 마카오의 공북 부근이 제일의 번화가이다.

### 기후
기후 유형은 열대 해양성계 계절풍 기후이고, 연간 평균 기온은 23.0 °C, 월간 최고 평균 기온은 28.6 °C, 월간 최저 평균 기온은 14.5 °C이다. 과거 최고기온은 38.5 °C로 1980년 7월 10일 기록하였고, 과거 최저 기온은 2.5 °C로 1976년 12월 29일 기록한 것이다. 연간 강수량은 2700mm 아주 많은 편이다.
| 주하이시 (1991년~2020년)의 기후 | 주하이시 (1991년~2020년)의 기후 | 주하이시 (1991년~2020년)의 기후 | 주하이시 (1991년~2020년)의 기후 | 주하이시 (1991년~2020년)의 기후 | 주하이시 (1991년~2020년)의 기후 | 주하이시 (1991년~2020년)의 기후 | 주하이시 (1991년~2020년)의 기후 | 주하이시 (1991년~2020년)의 기후 | 주하이시 (1991년~2020년)의 기후 | 주하이시 (1991년~2020년)의 기후 | 주하이시 (1991년~2020년)의 기후 | 주하이시 (1991년~2020년)의 기후 | 주하이시 (1991년~2020년)의 기후 |
| 월                              | 1월                             | 2월                             | 3월                             | 4월                             | 5월                             | 6월                             | 7월                             | 8월                             | 9월                             | 10월                            | 11월                            | 12월                            | 연간                            |
| ------------------------------- | ------------------------------- | ------------------------------- | ------------------------------- | ------------------------------- | ------------------------------- | ------------------------------- | ------------------------------- | ------------------------------- | ------------------------------- | ------------------------------- | ------------------------------- | ------------------------------- | ------------------------------- |
| 역대 최고 기온 °C (°F)          | 27.8 (82.0)                     | 28.8 (83.8)                     | 30.5 (86.9)                     | 33.2 (91.8)                     | 35.3 (95.5)                     | 36.8 (98.2)                     | 38.7 (101.7)                    | 37.3 (99.1)                     | 36.3 (97.3)                     | 34.8 (94.6)                     | 32.9 (91.2)                     | 29.1 (84.4)                     | 38.7 (101.7)                    |
| 일평균 최고 기온 °C (°F)        | 18.7 (65.7)                     | 19.5 (67.1)                     | 22.0 (71.6)                     | 25.7 (78.3)                     | 29.2 (84.6)                     | 31.2 (88.2)                     | 32.1 (89.8)                     | 31.9 (89.4)                     | 30.9 (87.6)                     | 28.5 (83.3)                     | 24.7 (76.5)                     | 20.4 (68.7)                     | 26.2 (79.2)                     |
| 일일 평균 기온 °C (°F)          | 15.3 (59.5)                     | 16.3 (61.3)                     | 18.9 (66.0)                     | 22.6 (72.7)                     | 26.1 (79.0)                     | 28.1 (82.6)                     | 28.8 (83.8)                     | 28.5 (83.3)                     | 27.7 (81.9)                     | 25.4 (77.7)                     | 21.5 (70.7)                     | 17.1 (62.8)                     | 23.0 (73.4)                     |
| 일평균 최저 기온 °C (°F)        | 12.9 (55.2)                     | 14.2 (57.6)                     | 16.9 (62.4)                     | 20.6 (69.1)                     | 24.0 (75.2)                     | 25.8 (78.4)                     | 26.3 (79.3)                     | 26.1 (79.0)                     | 24.8 (76.6)                     | 23.0 (73.4)                     | 19.0 (66.2)                     | 14.5 (58.1)                     | 20.7 (69.2)                     |
| 역대 최저 기온 °C (°F)          | 1.6 (34.9)                      | 3.0 (37.4)                      | 2.7 (36.9)                      | 9.4 (48.9)                      | 14.8 (58.6)                     | 18.6 (65.5)                     | 20.9 (69.6)                     | 20.9 (69.6)                     | 17.4 (63.3)                     | 10.5 (50.9)                     | 5.2 (41.4)                      | 2.2 (36.0)                      | 1.6 (34.9)                      |
| 평균 강수량 mm (인치)           | 36.9 (1.45)                     | 42.9 (1.69)                     | 75.2 (2.96)                     | 175.5 (6.91)                    | 306.3 (12.06)                   | 416.5 (16.40)                   | 317.4 (12.50)                   | 349.2 (13.75)                   | 233.0 (9.17)                    | 70.4 (2.77)                     | 41.9 (1.65)                     | 32.5 (1.28)                     | 2,097.7 (82.59)                 |
| 평균 강수일수 (≥ 0.1 mm)        | 6.1                             | 9.0                             | 12.8                            | 13.3                            | 15.9                            | 18.9                            | 17.4                            | 16.4                            | 12.7                            | 6.5                             | 5.4                             | 5.2                             | 139.6                           |
| 평균 상대 습도 (%)              | 73                              | 80                              | 84                              | 86                              | 85                              | 85                              | 83                              | 83                              | 79                              | 72                              | 72                              | 68                              | 79                              |
| 평균 월간 일조시간              | 132.7                           | 94.1                            | 82.3                            | 104.9                           | 146.8                           | 171.0                           | 225.3                           | 198.4                           | 188.3                           | 199.6                           | 170.4                           | 153.1                           | 1,866.9                         |
| 가능 일조율                     | 39                              | 29                              | 22                              | 28                              | 36                              | 42                              | 55                              | 50                              | 52                              | 56                              | 52                              | 46                              | 42                              |
| 출처: 중국기상국                |                                 |                                 |                                 |                                 |                                 |                                 |                                 |                                 |                                 |                                 |                                 |                                 |                                 |

## 역사
고고학 연구에 의하면 마제 석기나 빗살무늬 토기를 사용한 신석기 문화가 4천년부터 5천년 전에 주하이에 존재했던 것으로 나타나, 봉황 산맥 주변이나 주강 주변을 중심으로 유적이 분포하고 있다.
전국시대는 백월의 거주지이며, 중원 지배에 편입된 것은 기원전 214년의 진나라에 의해 영남 지구에 남해군이 설치되었던 것에서 시작된다. 그러나 진의 멸망과 동시에 영남 지구는 다시 중원 지배가 느슨해져 남월국의 세력하에 놓이게 되었다.
한 무제에 의해 남월국이 멸망 한 후, 전한은 기원전 111년(원정 6년)에 번우현을 설치하였고, 후한이 멸망하자 오나라에 의해 지배를 받았다. 동진 시대에는 동관군, 남북조 시대에는 동완현, 수나라 때는 보안현의 관할로 놓였다.
757년 지덕 2년 당나라 때, 동완현은 보안현으로 개칭되어 주하이 지구에는 처음으로 향산진이 설치되었다(북송 때에 향산채로 개칭). 송나라 때인 1152년(소흥 22년), 그때까지 동완현에 속했던 향산채를 분할해 남해, 신회, 번우 세 개 현의 해안 지구와 통합해 향산현이 설치되어 광저우에 속하여, 청나라 말기까지 계속되었다.
신해 혁명에 의해 중화민국이 성립되면서 1925년 쑨원을 현창해 향산현은 중산현으로 개칭되었다. 중화인민공화국 성립 후도 1953년 주하이현이라고 개칭되었지만 기본적인 행정구분은 계승되고 있었다. 그 후 상공업이 발전하면서 인구가 급격하게 늘어나 1979년 3월 5일 지급시로 승격했다. 1981년에 선전, 산터우, 샤먼과 함께 경제 특구로 지정되어 이후 엄청난 외국 투자를 유치하여 눈부시게 발전했다. 마카오와 인접하고 있고, 마카오 자본을 바탕으로 개발을 진행해 왔다. 주민은 중화인민공화국 각지에서 유입되었지만 통계 자료에 의하면 후난, 후베이, 쓰촨의 순서로 많다.

## 경제
주하이는 1978년에 이웃한 도시 선전과 함께 경제특구가 되었다. 1979년 주하이는 시가 되었다. 이러한 정책이 실행된 이유는 선전이 홍콩과 접해있듯 주하이도 마카오와 접하는 전략적 위치에 있기 때문이다. 이러한 중국 공산당의 정책은 주하이를 대외개방의 창으로 이용할 수 있었다. 비록 도시가 주강 삼각주의 남쪽 끝에 있지만 주하이는 주강 삼각주의 중앙 도시로서 중국 공산당이 승인한 새 일반 도시 계획을 이행한다. 경제특구로의 지정은 도시가 강력한 현대적인 항구 도시이자 과학, 교육, 관광 그리고 교통의 중심으로 성장할 것임을 의미한다.
탁월한 지리적 위치 덕분에 많은 외국 자본을 유치해 도시기반시설과 심수항을 건설할 수 있었다. 2008년 이용된 외국인 투자는 103억 4400만 달러에 달했다. 전 세계 500대 기업 중에서 엑손모빌, BP, 지멘스, 까르푸, 마쓰시타 등 19개 기업이 도시에 투자 계획이 있다. 홍콩은 주하이의 가장 큰 외국인 투자자로 2002년 총 이용된 외국인 투자의 22%를 차지했다.

## 교통
진완구 싼자오진에 주하이 진완 공항이 있다.

## 행정 구역

주하이의 행정구역

- 샹저우 구(香洲区)
- 더우먼 구(斗门区)
- 진완 구(金湾区)

## 관광
- 원명원 (테마파크)
- 주하이 해녀 상
- 연화루
- 라이언스게이트 엔터테인먼트 월드

## 교육
- 북경사범대학(北京師範大學) 주하이 캠퍼스
- 북경이공대학(北京理工大學) 주하이 캠퍼스
- 중산대학(中山大學) 주하이 캠퍼스
- 기남대학(曁南大學) 주하이 캠퍼스
- 길림대학(吉林大學) 주하이 대학원
- 주해과기대학(珠海科技學院)

## 같이 보기
- 마카오

## 자매 도시
- 대한민국 수원시
- 미국 레드우드
- 일본 아타미시